# Microsoft Research
Microsoft Research (MSR) — підрозділ корпорації Microsoft, створений у 1991 році для дослідження різноманітних питань та тем в галузі інформатики. На цей час там працюють володарі Премії Т'юрінга Тоні Гоар та Батлер Лемпсон, володар Філдсівської медалі Майкл Фрідман, володар премії МакАртура Джеймс Блінн, володар премії Дейкстри Леслі Лампорт, а також багато інших видатних експертів з інформатики, фізики, математики.

## Напрямки досліджень
Дослідження MSR можна розділити за наступними газулями:
1. Теорія алгоритмів
2. Розробка апаратного забезпечення
3. Взаємодія комп'ютера з людиною
4. Машинне навчання, адаптація та інтелект
5. Мультимедіа та графіка
6. Пошук, обробка та керування знаннями
7. Захист та криптографія
8. Соціальні розрахунки
9. Інженерія програмного забезпечення
10. Системи, архітектури, мобільність та комп'ютерні мережі.
11. Біологічних розрахунків та систем[2]

Однією з проголошених завдань Microsoft Research є «підтримка тривалого наукового дослідження, не обмеженого циклами виходу продуктів». MSR споснує стипендіальну програму Microsoft Research Fellowship для студентів-випускників та New Faculty Fellowship для студентів-першокурсників.

## Лабораторії
Дослідницькі лабораторії розташовані по всьому світу: Бангалор, Пекін, Кембридж, Кембридж (Массачусетс), Маунтін-В'ю (Каліфорнія), Редмонд, Сан-Франциско.
- Microsoft Research Redmond було створено у 1991 році у редмондському кампусі Microsoft у час роботи в будівлях 112 і 113, але згодом були перенесені в окремий офіс в домі 99. На цей час там працює приблизно 350 дослідників, а керує відділом Ріко Мальвар.
- Microsoft Research Cambridge було створено у 1997 році Роджером Нідхемом. На цей час там працює більш ніж 100 науковців. Підрозділ підтримує тісний зв'язок з Кембриджським Університетом.
- Microsoft Research Asia (MSRA) було створено у Пекіні в листопаді 1998 року.
- Microsoft Research Silicon Valley, розташоване у Маунтін-В'ю, було створено у серпні 2001. У січні 2006 лабораторія Кремнієвої долини була об'єднана з іншим підрозділом Microsoft — Bay Area Research Center (BARC) в Сан-Франциско.
- Microsoft Research India було створене у січні 2005 року в Бангалорі, та керується директором П. Ананданом.
- Microsoft Research New England було створене у 2008 році в Кембриджі, Массачусетс.

### Співробітництво
Microsoft Research також співпрацює зі сторонніми дослідницькими центрами в таких закладах як: Барселонський центр суперкомп'ютерів, Брауновський Університет, Університет Карнегі-Мелон, INRIA, MIT та Трентський Університет.
Також існують ще 9 спільних лабораторій в Китаї та Гонконзі
Окрім того, Microsoft Research підтримує дослідницькі центри у багатьох інших університетах.

## Доповіді, представлені на SIGGRAPH
Так склалося, що Microsoft представляла доповіді по поточним розробкам на дуже престижній конференції SIGGRAPH, яку організує Асоціація обчислювальної техніки. Питома вага представлених Microsoft матеріалів, починаючи з 2002 року, склала 14 % від загального об'єму представлених матеріалів.
| Рік          | Усього матеріалів | Матеріали від MSR |
| ------------ | ----------------- | ----------------- |
| 2008         | 90                | 13 (14 %)         |
| 2007         | 108               | 14 (13 %)         |
| 2005         | 86                | 16 (17 %)         |
| 2004         | 83                | 10 (16 %)         |
| 2003         | 83                | 11 (10 %)         |
| 2002         | 67                | 7 (11 %)          |
| Усього       | 517               | 71 (14 %)         |
| В середньому | 86                | 12 (14 %)         |

## Дослідницькі проекти
| - Мова програмування C# - Мови програмування Polyphonic C# / Cω - Мови програмування Spec# / Sing# - Bartok (компілятор) - Операційна система Singularity - Фреймворк Bigtop / Gridline - Мова програмування F# - Wallop - BitVault - Allegiance (гра) - SXM [Архівовано 5 грудня 2008 у Wayback Machine.] — STM-бібліотека - Avalanche — p2p-протокол на основі BitTorrent - MyLifeBits - MultiMouse [Архівовано 8 квітня 2008 у Wayback Machine.] для спільного використання ПК - Audio Watermarking [Архівовано 12 жовтня 2008 у Wayback Machine.] - Virtual Ring Routing [Архівовано 10 грудня 2008 у Wayback Machine.] (драйвер) - MSBNx [Архівовано 29 серпня 2008 у Wayback Machine.] — набір інструментів для Байесової мережі довіри - Data visualization [Архівовано 6 грудня 2008 у Wayback Machine.] (бібліотека) - Gyro [Архівовано 6 грудня 2008 у Wayback Machine.], перетворившийся на шаблони .NET 2.0 - IceCube [Архівовано 5 грудня 2008 у Wayback Machine.] — двигун синхронізації спільних даних - Search Result Clustering [Архівовано 5 грудня 2008 у Wayback Machine.] (Панель інструментів) - Vault [Архівовано 6 грудня 2008 у Wayback Machine.] — безпечна версія мови С - WWMX [Архівовано 6 грудня 2008 у Wayback Machine.] — геотегінг цифрових зображень - Digital Green [Архівовано 1 грудня 2008 у Wayback Machine.] — фермерська соціальна мережа на основі передачі відео для розширення сільського господарства в Індії. - WorldWide Telescope - SenseCam - Group Shot - Songsmith | - TouchLight - HoneyMonkey - ClearType - Conference XP - SenseWeb Project - Strider GhostBuster — система виявлення руткітів - Strider URL Tracer / Typo-Patrol [Архівовано 4 липня 2008 у Wayback Machine.] — система захисту від тайпсквоттінга - Penny Black Project - Sideshow - SLAM project - Zumobi - Kodu Game Lab - Кольорові штрих-коди [Архівовано 7 жовтня 2008 у Wayback Machine.] для покращення інформаційної ємності штрих-кодів. - GLEE [Архівовано 10 грудня 2008 у Wayback Machine.] — двигун розмітки графів - SecPAL [Архівовано 6 грудня 2008 у Wayback Machine.] — мова грід-авторизації - Web Assistant — система контекстного пошуку [Архівовано 2 грудня 2008 у Wayback Machine.] - Community Bar [Архівовано 2 грудня 2008 у Wayback Machine.] — контекстно-чутливий плагін - JCluster [Архівовано 5 грудня 2008 у Wayback Machine.] — двигун кластеризації - Virtual WiFi [Архівовано 10 грудня 2008 у Wayback Machine.] — віртуалізація Wi-Fi-адаптера - Scalable Fabric [Архівовано 10 жовтня 2008 у Wayback Machine.] — система керування завданнями Windows - TulaFale [Архівовано 20 грудня 2007 у Wayback Machine.] — мова для перевіряємого написання вебслужб - Zing [Архівовано 11 грудня 2008 у Wayback Machine.] — перевірка моделей - Hotmap — мешап, відображаючий найпопулярніші місця на карті при використовуванні Virtual Earth - Віртуальна Індія - HD View [Архівовано 23 листопада 2008 у Wayback Machine.] — переглядач, що допомагає відображати та взаємодіяти з дуже великими (гігапіксельними) зображеннями - Image Composite Editor - ESL Assistant — інструмент перевірки для вивчаючих англійську мову по програмі инструмент проверки по програмі ESL. |